# Östermalm (Luleå)
Östermalm est un quartier de Luleå, en Suède.

## Description
Östermalm borde Innerstaden à l'ouest (le long de la voie ferrée), Bergviken au nord (le long de Svartövägen) et  le lac Skurholmsfjärden à l'est.
Le premier plan d'urbanisme d'Östermalm a été établi en 1886.
Östermalm dispose de sentiers de randonnée autour du lac Skurholmsfjärden et de l'ancien jardin du séminaire. 
Environ 1 300 personnes vivent à Östermalm dans un mélange de villas, d'appartements en copropriété et d'immeubles locatifs.
Au nord-est du quartier, de l'autre côté du canal de Lulsund, se trouve une le Golfängen.

## Transports
Les lignes de bus 2, 3 et 7 desservent le quartier.
| Ligne | Trajet                                      | Longueur | Arrêts | Réfs.   |
| ----- | ------------------------------------------- | -------- | ------ | ------- |
| 1     | Hertsön - Centrum - Hôpital de Sunderby     | 25,5 km  | 36-37  | Ligne 1 |
| 1     | Hôpital de Sunderby - Centrum - Hertsön     | 25,5 km  | 38-39  | Ligne 1 |
| 2     | Björkskatan - Centrum - Hôpital de Sunderby | 23 km    | 33     | Ligne 2 |
| 2     | Hôpital de Sunderby - Centrum - Björkskatan | 23 km    | 34     | Ligne 2 |
| 3     | Björkskatan - Centrum - Bergnäset           | 12 km    | 26     | Ligne 3 |
| 3     | Bergnäset - Centrum - Björkskatan           | 12 km    | 27     | Ligne 3 |
| 4     | Aéroport de Luleå - Centrum - Aurorum       | 16 km    | 28     | Ligne 4 |
| 4     | Aurorum - Centrum - Aéroport de Luleå       | 16 km    | 28     | Ligne 4 |
| 5     | Hertsön - Centrum - Aurorum                 | 16 km    | 32-33  | Ligne 5 |
| 5     | Aurorum - Centrum - Hertsön                 | 16 km    | 34-35  | Ligne 5 |